# (12182) Storm
(12182) Storm est un astéroïde de la ceinture principale.

## Description
(12182) Storm est un astéroïde de la ceinture principale. Il fut découvert le 27 octobre 1973 à Tautenburg par Freimut Börngen. Il présente une orbite caractérisée par un demi-grand axe de 2,39 UA, une excentricité de 0,15 et une inclinaison de 1,9° par rapport à l'écliptique.

## Compléments